# Escuela de Matemáticas y Astrología de Cracovia
La Escuela de Matemáticas y Astrología de Cracovia (en polaco: krakowska szkoła matematyczna i astrologiczna) fue un influyente grupo de matemáticos y astrólogos de mediados a finales del siglo XV en la Universidad de Cracovia (más tarde Universidad Jagelónica).

## Miembros notables
- Juan de Glogovia (1445-1507), autor de tratados matemáticos y astrológicos ampliamente reconocidos
- Marcin Biem (1470-1540), colaborador del calendario gregoriano
- Marcin Bylica de Olkusz (1433-1493), más tarde astrólogo de la corte del rey Matías Corvino
- Albert Brudzewski (1446-1495), profesor de notables académicos activos en universidades europeas
- Marcin Król de Żurawica (1422-1460)
- Nicolás Copérnico (1473-1543), estudiante en Cracovia en 1491-1495